# Novelización

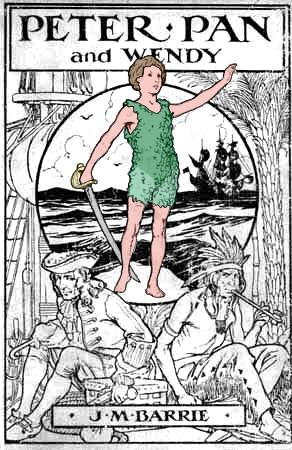
Peter Pan 1915

La novelización (en inglés novelization o novelisation, de novel: novela, en francés novélisation), es la adaptación a formato de novela tradicional escrita, de una historia desarrollada originalmente en otro medio o con otros recursos: film, obra televisiva, serial de televisión, serial radiofónica, o videojuego, por ejemplo.
Una novelización en un principio se orienta al público de la versión cinematográfica o televisada.

## Ejemplos célebres
- (1) La novelización tal vez más célebre, y una cuyo producto puede verdaderamente considerarse como una obra literaria en toda la extensión de este concepto, es la novela de Arthur C. Clarke, según el film titulado 2001: Odisea del Espacio, de Stanley Kubrick, en el cual Clarke era el co-escenarista (para ser exactos, la novela y el guion del filme fueron escritos en paralelo y no uno después de otro; al respecto, Clarke expresa en el prefacio de 2010: Odisea dos que había retocado el libro viendo el correspondiente rush de la película).

- (2) Star Trek,[2] en el origen una serie televisada, generó luego varias novelas.

## Un poco de historia
Una novela surgida como un producto licenciado (tie-en) de un film con éxito, es considerada como una importante e interesante estrategia comercial (marketing). Si una película está basada en una novela, la novela generalmente es reeditada con una cubierta basada en los afiches de la película (a veces con cuadros de la película incluidos), pero si la obra cinematográfica se basa en un guion original o en una novela corta o un cuento, a menudo una novelización tiene lugar en el marco de las acciones de márquetin.
Novelizaciones más o menos relevantes han sido publicadas al menos desde los años 1920; por ejemplo, la película The Fleet's In! de 1928 protagonizada por Clara Bow, fue novelada por Russell Holman.
Por su parte, los libros Tik-Tok of Oz (1914) y The Scarecrow of Oz (1915), ambos del escritor estadounidense Lyman Frank Baum, bien podrían ser considerados novelizaciones, ya que están respectivamente basados en el musical The Tik-Tok Man of Oz (1913) y en la película His Majesty, the Scarecrow of Oz (1915), que a su vez fueron adaptaciones de los libros de la serie Tierra de Oz, y respectivamente titulados Ozma of Oz (1907) y The Wonderful Wizard of Oz (1900).
Sin duda hay un mercado asociado con novelizaciones de televisión; la serie de televisión Star Trek (Viaje a las estrellas), por ejemplo, fue adaptada por James Blish en una serie de cuentos que fueron especialmente pensados para crear libros vendibles. Esta estrategia fue repetida por Alan Dean Foster con la creación de la serie animada Star Trek Log.

## Comics
Una práctica similar se ha aplicado en adaptaciones de filmes en el formato cuadernos de historietas, generando así lo que podríamos llamar novelizaciones ilustradas. El arte de una adaptación al comics, puede variar entre la aplicación de una perspectiva original, y una copia más o menos burda de situaciones y de escenas del filme.
La mayoría de la series Súper Especiales de la editorial Marvel Comics, son tiras cómicas inspiradas en películas destacadas.
Por su parte, la editorial DC Comics habitualmente imprime y distribuye adaptaciones, como publicaciones independientes, de historietas de un solo capítulo (One-shot).
A veces una adaptación a un cómic puede conducir a una serie de licencias para un mismo editor; puede citarse ejemplo de ello en el caso de la serie de Star Wars basada en la trilogía original, así como varias series basadas en las seis primeras películas de Star Trek.

## Últimas tendencias (secuelas)
Recientemente se ha hecho relativamente común que autores escriban novelas verdaderamente originales con base por ejemplo a un determinado film o un videojuego, en lugar de (o además de) generar novelizaciones.
Las novelas Halo: The Fall of Reach y Halo: First Strike, relacionadas con el videojuego Halo: Combat Evolved fueron escritas antes y después de la novelización del juego.
Y por su parte, el autor Greg Cox escribió la novela original Underworld: Blood Enemy después de escribir la novelización del filme Underworld, y antes de escribir la novelización del filme Underworld: Evolution.
También, y mientras novelizaba la serie Resident Evil, el escritor Stephani Danelle Perry escribió una novela relacionada, que fue verdaderamente original.
Con la difusión en los últimos años, de películas basadas en cómics, los editores de las adaptaciones también han comenzado a producir tiras cómicas como material suplementario, que se ubican o se relacionan con el canon del correspondiente film, mucho más que con el material original.